# Kruistocht tegen de Stedingers
De Kruistocht tegen de Stedingers, in het Duits bekend als Stedingerkrieg, was de strijd tussen het prinsbisdom Bremen en de Rüstringer en Stedinger Friezen die een eigen boerenrepubliek hadden gesticht. De strijd beleefde een hoogtepunt in de jaren 1233 en 1234. Het bisdom wist de strijd uiteindelijk in zijn voordeel te beslissen. Aan de kant van de bisschop vochten velen, merendeels uit de Nederlanden afkomstig, mee in een kruistocht tegen de ketterse Stedingers.

## Achtergrond
In de elfde en twaalfde eeuw vonden op meerdere plaatsen in Europa grootschalige ontginningsactiviteiten plaats. Er was een groeiende behoefte aan cultuurland. Waar mogelijk leidde die behoefte in de directe omgeving tot activiteit, zoals de Grote Ontginning in Holland. De kennis die bij dergelijke projecten werd opgedaan kon ook op andere locaties gebruikt worden. Naast de toename van cultuurland die hiervan het gevolg was stond echter steeds het verlies van cultuurland door regelmatig terugkerende overstromingen. 
In het noordwesten van het huidige Duitsland overheerste aanvankelijk het verlies van cultuurland. De oude Friese gouw Rüstringen verdween voor een groot deel in de golven. Direct ten zuiden van Rüstringen, aan beide zijden van de Wezer, lag een groot, leeg, woest gebied. Ontginning van dit gebied zou een mogelijkheid zijn om het verlies langs de kust deels te compenseren. De lokale heren, de aartsbisschop van Bremen en de graaf van Oldenburg, zagen mogelijkheden om het tot dan waardeloze land, het leverde hun geen enkel voordeel, economisch waardevol te maken. Pioniers uit Rüstringen en uit de Nederlanden werden op aantrekkelijke voorwaarden gelokt om het gebied te ontginnen. 
De ontginning bleek succesvol. Met de vooral in Holland opgedane kennis ontstond een relatief welvarende landbouwstreek. De relatieve welvaart was het werk van de kolonisten zelf. Voor de lokale heren was hun welvaart echter een aanleiding om ook mee te delen in hun succes. De financiële wensen van die heren leidden al snel tot een conflict met de nieuwe boeren. Er ontstond onenigheid over de interpretatie van de voorwaarden waaronder de streek was ontgonnen. 
De graaf van Oldenburg probeerde zijn vermeende rechten te bewaken door het stichten van een aantal burchten in het gebied. De bisschop van Bremen probeerde zijn aanspraken langs canonieke weg te verzilveren. De bisschop maakte aanspraak op tienden en toen de Stedingers deze niet wilden betalen bestempelde hij hen als ketters.

## Kruistocht

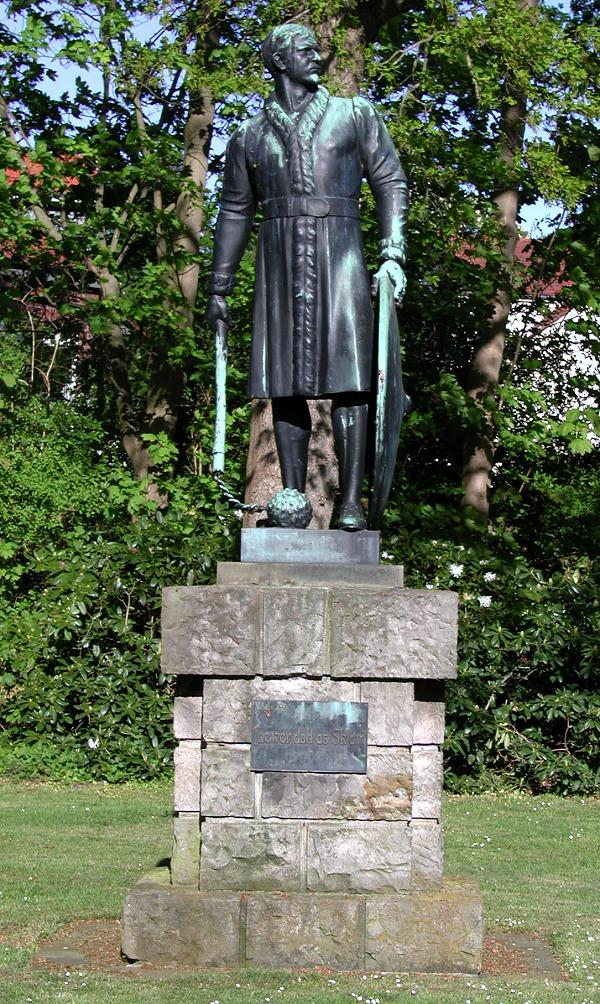
De Hartwarder Fries als monument voor de strijd, met het opschrift "Lewer dod as Sklav".

De Stedinger boeren kwamen in het begin van de dertiende eeuw in opstand tegen de bisschop en de graaf. In de periode 1204–1230 vonden er meermalen confrontaties plaats waarbij de Stedingers zich grotendeels wisten te handhaven. Bij een van die confrontaties, in 1229, sneuvelde Herman van Lippe. Zijn broer, de Utrechtse bisschop Otto van Lippe, was enkele jaren eerder al gesneuveld in de Slag bij Ane.
De aartsbisschop van Bremen, Gerard II van Lippe, verloor zo in korte tijd twee broers in oorlogen met opstandige boeren. In maart 1230 riep hij daarom een synode bijeen van alle prelaten uit zijn aartsbisdom. Op die synode werden de Stedingers tot ketters verklaard. Gerhard wendde zich tot paus Gregorius IX die via de bisschoppen van Minden, Lübeck en Ratzeburg opdracht gaf een kruisleger op de been te brengen.
In de kroniek van Bloemhof vertelt Emo hoe in januari 1234 twee predikheren uit Bremen door de Nederlanden trekken om tot de kruistocht op te roepen. Emo vermeldt, met enig enthousiasme, dat de predikers in zijn Fivelingo niet veel succes hebben. De predikheren maken daar overigens gebruik van door bij de tegenstanders van Fivelingo hen op een lijn te stellen met de Stedingers en de Drenten, allemaal even ongehoorzaam.
Is er in het dan landheerloze noorden van het huidige Nederland weinig animo voor deze kruistocht, anders is dat onder de feodale heren. Vanuit Holland, Vlaanderen en Brabant volgen velen de oproep. Een groot leger, bronnen spreken over 40.000, onder Hendrik I van Brabant trok naar Bremen. Naast Hendrik trokken ook Floris IV van Holland, Otto II van Gelre en Diederik VI van Kleef mee ter kruistocht.

## Het verloop van de strijd
De Stedingers hadden zich tot de kruistocht kunnen handhaven omdat zij op eigen terrein vochten. Tegen het leger van Hendrik van Brabant konden zij echter maar 11.000 strijders stellen. Emo tekende hierbij aan dat zij met de dood voor ogen hun geboortegrond niet wilden verlaten, en daarom voor de aanval kozen. Daarbij wisten ze in het begin van de strijd nog een opmerkelijk slachtoffer te maken: graaf Christiaan II van Oldenburg. Maar uiteindelijk waren ze niet opgewassen tegen het leger van Hendrik. Hendrik wist met zijn goed georganiseerde krijgsmacht de Stedingers te omsingelen, waarbij hij hen in stormloop over de kling joeg. Slechts een vlucht in het moeras zou een beperkt deel van het Stedinger leger het leven hebben gered.

## Lijst van kruistochten tegen de Stedingers
- Slag bij Ane (1227)
- Slag bij Altenesch (1234)

## Friese bronnen in het Latijn
- Kroniek van Bloemhof